# Glock 34
Glock 34 (kratica G34) je polavtomatska pištola avstrijskega koncerna GLOCK Gmbh.

## Zgodovina
Pištola je nastala v avstrijskem podjetju Glock Gmbh. zaradi potreb športnih strelcev po orožju, ki bi imelo veliko kapaciteto okvirja, a bi bilo daljše od vojaškega in policijskega ročnega strelnega orožja, uporabljalo pa bi enak naboj.

## Opis
Pištola je nastala predvsem zaradi želje IPSC strelcev v standardni skupini te panoge. Pištola ima vgrajen striker, ki zamenjuje udarno kladivce in iglo. Ima modificiran Peter/Browningov cevni zaklepni mehanizem; »safe action semi-double action« sprožilni sistem in tri tovarniško vgrajene varovalke, ki omogočajo varno nošnjo. Pištola ima heksagonalno cev z desnim navojem, kar podaljšuje življenjsko dobo cevi in povečuje natančnost.
Glock 34 ima, kot vse pištole te tovarne, polimerično ogrodje, cev, zaklep in večina notranjih delov pa je iz ojačenega jekla. Pištola ima dokaj široko ležišče naboja, kar je po eni strani prednost, ker orožje sprejme vsak naboj (tudi ponovno napolnjen) brez težav. Okvirji za naboje so zamenljivi z vsemi okvirji izvedenk pištole Glock 17, cev in zaklepišče pa sta daljša.